# Mănești (Prahova)
Pour les articles homonymes, voir Mănești.
Mănești est une commune roumaine du județ de Prahova, dans la région historique de Valachie et dans la région de développement du Sud.

## Géographie
La commune de Mănești est située dans le sud-ouest du județ, à la limite avec le județ de Dâmbovița, sur la rive droite de la Prahova, dans la plaine valaque, à 20 km au sud-ouest de Ploiești.
La municipalité est composée des cinq villages suivants (population en 1992) :
- Băltița ;
- Coada izvorului (1 086) ;
- Gura Crivățului (206) ;
- Mănești (1 106), siège de la municipalité ;
- Zalhanaua (986).

## Histoire
En 2003, les villages de Cheșnoiu, Cocorăștii Colț, Cocorăștii Grind, Colțu de JOs, Ghioldum, Perșunari, Piatra et Sata de Sus se sont séparés de la commune pour former la nouvelle commune de Cocorăștii Colț.

## Politique
Le Conseil Municipal de Mănești compte 13 sièges de conseillers municipaux. À l'issue des élections municipales de juin 2008, Nicolae Grigore (Parti de la Nouvelle Génération - Chrétien-démocrate) a été élu maire de la commune.
| Parti                                                | Nombre de conseillers |
| ---------------------------------------------------- | --------------------- |
| Parti de la Nouvelle Génération - Chrétien-démocrate | 6                     |
| Parti social-démocrate (PSD)                         | 4                     |
| Parti démocrate-libéral (PD-L)                       | 1                     |
| Parti national libéral (PNL)                         | 1                     |
| Parti conservateur                                   | 1                     |

## Religions
En 2002, la composition religieuse de la commune était la suivante (statistiques incluant les villages qui se sont séparés de la commune depuis) :
- Chrétiens orthodoxes, 95,80 % ;
- Adventistes du septième jour, 3,33 % ;
- Chrétiens évangéliques, 0,38 % ;
- Pentecôtistes, 0,31 %.

## Démographie
En 2002, la commune comptait 7 254 Roumains (99,22 %) et 56 Tsiganes (0,76 %). On comptait à cette date 1 571 ménages.
| 2002  | 2007  |
| ----- | ----- |
| 7 311 | 4 098 |

## Économie
L'économie de la commune repose sur l'agriculture, la transformation du bois et l'exploitation des gravières.

## Communications

### Routes
La route régionale DJ129 permet d'atteindre la commune depuis Ploiești tandis que la route régionale DJ101A rejoint la nationale DN72 Ploiești-Târgoviște vers le nord et la nationale DN1A Ploiești-Bucarest vers le sud.

## Lieux et monuments
- Église St Nicolas de 1716.

- Manoir Vacarescu de 1882.